# Gifford (Florida)
Gifford ist  ein census-designated place (CDP) im Indian River County im US-Bundesstaat Florida.
Das U.S. Census Bureau hat bei der Volkszählung 2020 eine Einwohnerzahl von 5511 ermittelt.

## Geographie
Gifford grenzt an die Städte Vero Beach im Süden und Indian River Shores im Osten. Der CDP liegt rund 150 Kilometer südöstlich von Orlando. Im Osten von Gifford verläuft der Indian River, ein Teil des Intracoastal Waterways an der Ostküste Floridas.
Der CDP wird vom U.S. Highway 1 sowie der Florida East Coast Railway durchquert.

## Demographische Daten
Laut der Volkszählung 2010 verteilten sich die damaligen 9590 Einwohner auf 5475 Haushalte. Die Bevölkerungsdichte lag bei 524 Einw./km². 49,7 % der Bevölkerung bezeichneten sich als Weiße, 43,7 % als Afroamerikaner, 0,3 % als Indianer und 0,6 % als Asian Americans. 4,2 % gaben die Angehörigkeit zu einer anderen Ethnie und 1,5 % zu mehreren Ethnien an. 8,5 % der Bevölkerung bestand aus Hispanics oder Latinos.
Im Jahr 2010 lebten in 23,7 % aller Haushalte Kinder unter 18 Jahren sowie 46,6 % aller Haushalte Personen mit mindestens 65 Jahren. 56,4 % der Haushalte waren Familienhaushalte (bestehend aus verheirateten Paaren mit oder ohne Nachkommen bzw. einem Elternteil mit Nachkomme). Die durchschnittliche Größe eines Haushalts lag bei 2,18 Personen und die durchschnittliche Familiengröße bei 2,88 Personen.
21,9 % der Bevölkerung waren jünger als 20 Jahre, 21,2 % waren 20 bis 39 Jahre alt, 22,3 % waren 40 bis 59 Jahre alt und 33,5 % waren mindestens 60 Jahre alt. Das mittlere Alter betrug 47 Jahre. 47,0 % der Bevölkerung waren männlich und 53,0 % weiblich.
Das durchschnittliche Jahreseinkommen lag bei 28.616 $, dabei lebten 28,4 % der Bevölkerung unter der Armutsgrenze.
Im Jahr 2000 war englisch die Muttersprache von 91,79 % der Bevölkerung, spanisch sprachen 7,26 % und 0,94 % sprachen haitianisch.